# Bechter

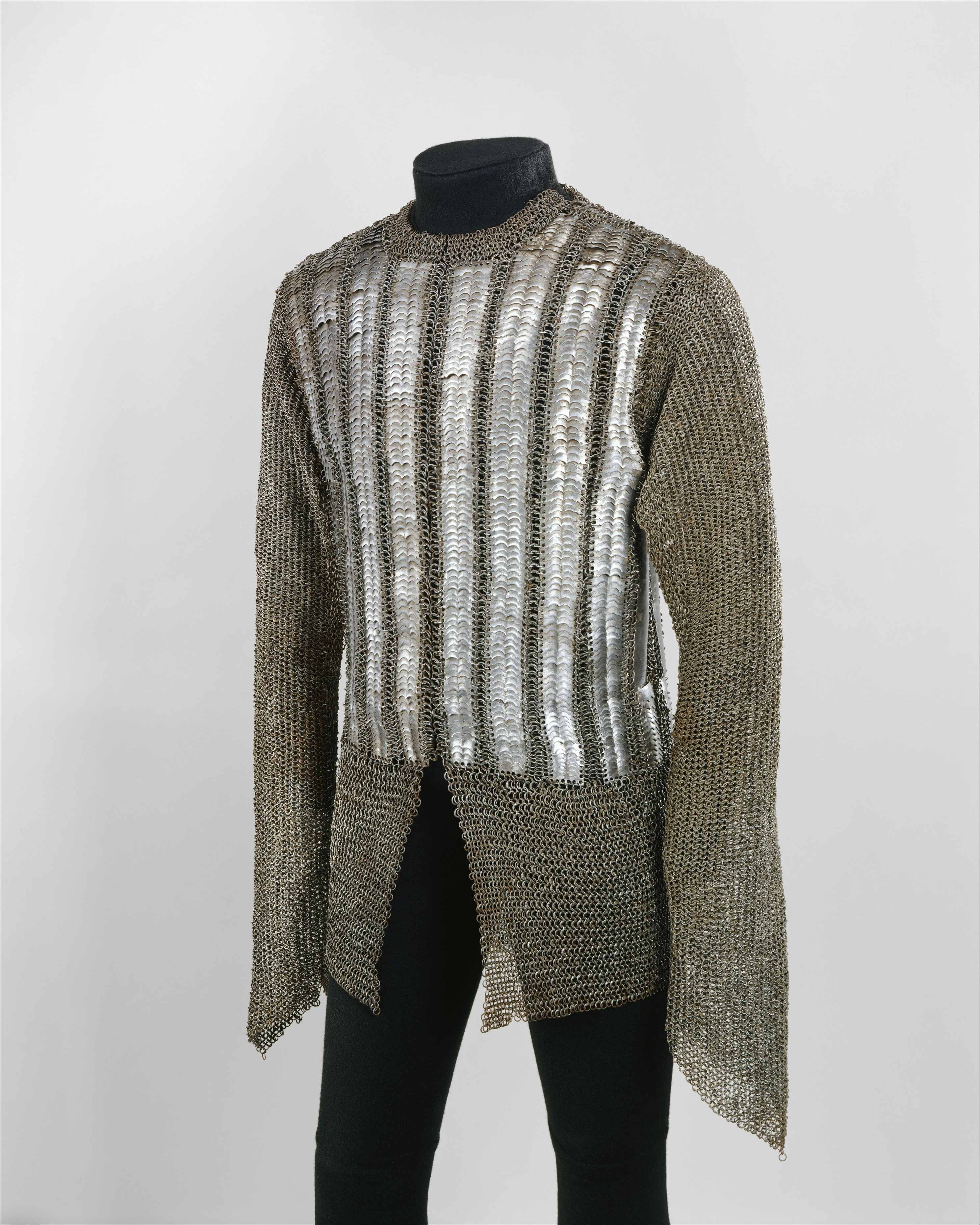
Bechter

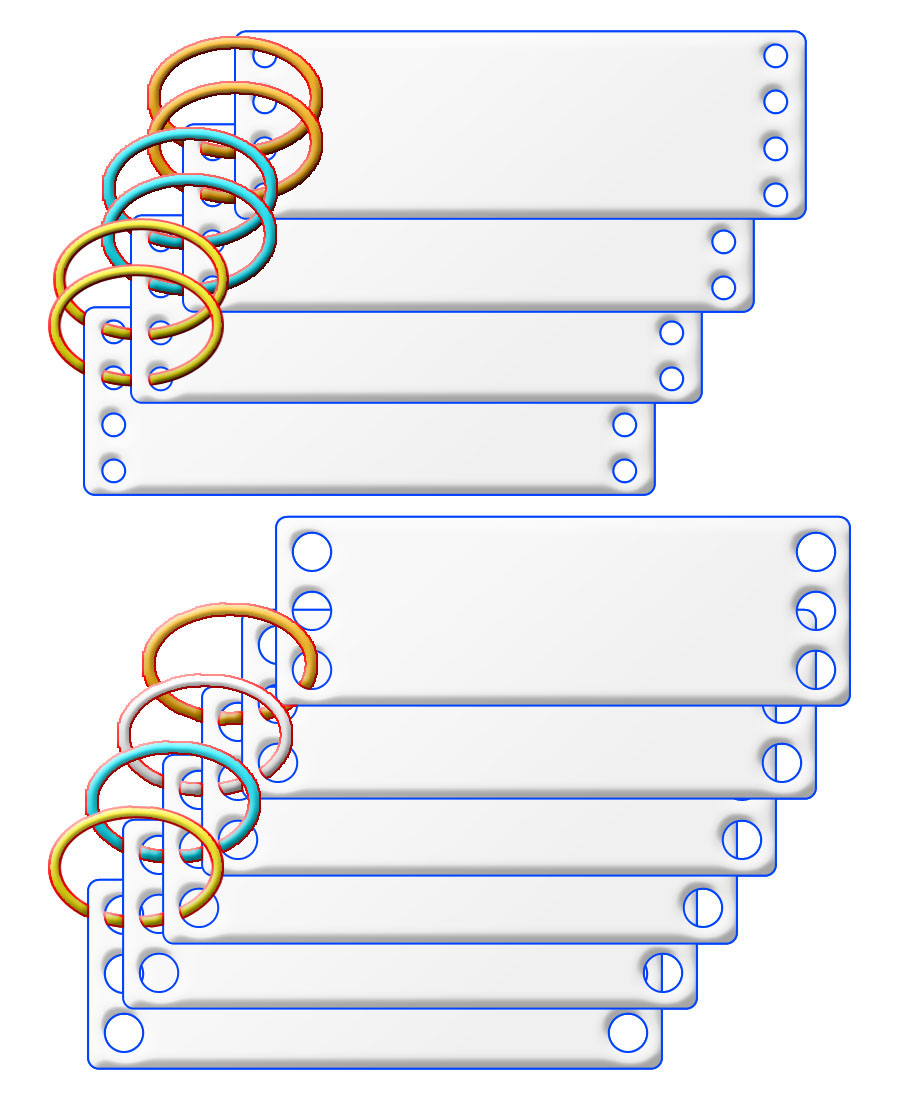
Technika mocowania płytek w bechterze

Bechter – rodzaj pancerza pochodzenia wschodniego, wykonanego z prostokątnych żelaznych płytek połączonych ze sobą żelaznymi kółkami (plecionką kolczą). Płytki w pionie były połączone zachodząc na siebie, tworząc zwarte, pionowe rzędy, natomiast w poziomie połączone były z odstępami. Pancerz ten mógł być wyposażony w elementy wykonane wyłącznie z plecionki kolczej, takie jak rękawy czy fartuch. Bechter zakładano dzięki rozcięciu umiejscowionemu pod szyją lub z boku, zapinanemu na sprzączki lub zawiązywanemu rzemykami.
Bechtery w Polsce były używane w XVI i XVII wieku.